# Andrade (apellido)
Andrade es un apellido toponímico originario de España,[cita requerida] concretamente de Galicia, aunque pronto se extendería por todo el territorio peninsular y, siglos más tarde, también por todas aquellas colonias pertenecientes tanto al Imperio Español como al Imperio Portugués. También registrado como Andrada, aparece mencionado por primera vez en diversos documentos gallegos del siglo XII.
En la actualidad, el lugar de Andrade (San Martín) es una de la parroquias en las que se divide el concello de Puentedeume, aunque también es una dinastía de nobles y duques originales de Villalba (Lugo), ambas localidades situadas en Galicia.

## Origen del apellido
Muy a finales de la Edad Media peninsular, surge en la región española de Galicia una familia aristocrática que elevará su nombre a las cotas más altas de la historia de las provincias gallegas de La Coruña y Lugo.
A día de hoy, las propiedades que en su día pertenecieron a los condes de Andrade y Villalba, forman parte de las muchas otras posesiones de la Casa de Alba.
De Betanzos (La Coruña), descendiente de uno de los cinco caballeros que trajo en su armada el caudillo (godo) Mendo de Rausona, hermano del rey Desiderio, último rey de los longobardos en Italia. Se enlazó con los condes de Lemos por el matrimonio de Teresa de Andrade (hija del primer conde de Andrade y de Villalba), con Fernán Ruiz de Castro, conde de Lemos y primer marqués de Sarria. Este linaje se extendió por toda España: Soria, Guadalajara, Toledo, Talavera de la Reina, Cáceres, Badajoz, Canarias, y posteriormente, Portugal y América.
Traen por armas: De sinople, una banda de oro engolada en cabezas de dragones del mismo metal. Bordura de plata con el lema en letras de sable "AVE MARIA GRATIA PLENA". Los de Betanzos, Santiago de Compostela y Vimianzo (La Coruña) traen: En campo de oro, tres lobos, de sable, puestos en palo.
|  |
|  |

## Distribución del apellido en la actualidad
Según datos de 2021 del INE de España, en ese país lo llevan como primer apellido 11.542 de personas, como segundo apellido 10.611 de personas y como ambos apellidos 146 personas. Es un apellido ampliamente distribuido, dándose la mayor frecuencia en las provincias de La Coruña (0,129%), Orense (0,054%), Lugo (0,048%), Sevilla (0,044%) y Álava (0,041%).
Como consecuencia de la colonización, este apellido se puede encontrar a lo largo y a lo ancho de los cinco continentes, siendo Europa y América donde más presencia tiene.
Andrade es un apellido relativamente frecuente en España, Portugal, Italia y toda ²Latinoamérica, especialmente en países como Brasil, Argentina, Chile, Perú, Colombia, Venezuela, Ecuador, Uruguay y también se encuentra presente en gran parte de México.